# Тревоги осеннего дня
«Тревоги осеннего дня» (лит. Nerami rudens diena) — советский художественный фильм 1975 года, снятый режиссёром Альгимантасом Кундялисом на Литовской киностудии.
Премьера фильма состоялась 6 апреля 1976 года. В СССР фильм посмотрели 2,7 млн зрителей.

## Сюжет
Директор Йонас Валайтис был известен своей неаккуратностью и отношением к работе, игнорируя важные детали и пренебрегая предупреждениями. Он часто откладывал неотложные задачи, думая, что они не имеют большого значения. Однако один из таких моментов стал причиной трагедии. Подвернувшись ночью на дороге, его машина столкнулась с поваленным деревом, которое не было убрано вовремя. Эта авария открыла ему глаза на важность каждой мелочи и на то, что нельзя пренебрегать ничем в работе и в жизни.

## В ролях
- Балис Браткаускас — Валайтис (дублировал Лев Жуков)
- Генрикас Кураускас — Буткус (дублировал Юрий Соловьёв)
- Альгирдас Паулавичюс — Юренас (дублировал Герман Колушкин)
- Гедиминас Карка — Каминскас (дублировал Николай Гаврилов)
- Балис Бараускас — Жилис (дублировал В. Ольшанский)
- Регина Палюкайтите — тележурналистка (дублировала Валентина Пугачёва)
- Долореса Казрагите — Эда, дочь Каминскаса (дублировал Людмила Колпакова)
- Ирена Гарасимавичюте — Она Валайтене (дублировала Валентина Титова)
- Нийоле Лепешкайте — Юрате, жена Юренаса (дублировала Нора Грякалова)
- Регина Арбачяускайте — Зита (дублировала Евгения Ветлова)
- Витаутас Румшас — Линас (дублировал А. Липов)
- Бируте Диджгальвите — мать Зиты
- Юозас Ярушявичюс — Юстас
- Витаутас Канцлерис — сосед
- Йонас Каваляускас
- Юозас Киселюс — работник предприятия
- Аудроне Мейлутите — Бируте, секретарь Валайтиса
- Витаутас Томкус — водитель такси
- Витаутас Эйдукайтис
- Альгимантас Кундялис — доктор

## Съёмочная группа
- Режиссёр: Альгимантас Кундялис
- Сценарист: Роберт Святополк-Мирский
- Оператор: Йонас Марцинкявичюс
- Художники: Антанас Шакалис, Йеронимас Чюплис
- Композитор: Юлюс Андреевас
- Монтажёр: Мингилье Мурмулайтине
- Редактор: Пранас Моркус

Фильм дублирован на киностудии «Ленфильм»
- Режиссёр дубляжа: Тамара Родионова
- Звукооператор: Борис Андреев